# Mordhau
Mordhau je večigralska mečevalska (»hack 'n slash«) videoigra za operacijski sistem Microsoft Windows, ki jo je 29. aprila 2019 izdalo slovensko podjetje Triternion prek spletne platforme Steam.

## Igranje
Gre za simulacijo srednjeveškega bojevanja, pri kateri se igralci prek interneta spopadejo s hladnim orožjem v množici do 64 nasprotnikov. Poudarek je na mečevanju iz prvoosebne perspektive, a se igralec lahko oboroži tudi z orožji, kot so sulica, gorjača, kladivo ipd. ali strelja z lokom. Poleg tega lahko jezdi konja in napada z njegovega hrbta ter upravlja z oblegovalnimi stroji. Posebnost igre je povezovanje zamahov in sunkov z orožjem v sekvence napadalnih gibov ter pariranja, s katerimi poskuša zadeti nasprotnika in ubraniti njegove napade.
Igra ponuja več načinov:
- Deathmatch: način vsi proti vsem z možnostjo team-deathmatch (skupina proti skupini).
- Horde: sodelovalni način, igralci proti neskončni skupini računalniških nasprotnikov.
- Frontline: sodelovalni način, v katerem se dve skupini igralcev pomerita med seboj in poskušata osvojiti isti objekt ali uničiti nasprotnikovega. V tem načinu lahko igralec izbere razred bojevnika, kot so vitezi s težkim oklepom, suličarji za boj proti konjenici, lokostrelci in inženirji, ki gradijo barikade ter popravljajo objekte.
- Battle Royale: način vsi proti vsem brez oživljanja mrtvih igralcev (zmaga zadnji preživeli).

Igralec lahko preskuša vse načine tudi z računalniškimi nasprotniki brez povezave s strežnikom.

## Razvoj
Vodja razvoja je Marko Grgurovič, doktorski študent računalništva in informatike ter asistent na Univerzi na Primorskem, ki se je odločil izkoristiti pomanjkanje tovrstnih iger na trgu. Z izdelavo je začel sam v prostem času, kasneje pa je v projekt pritegnil mednarodno ekipo še devetih programerjev, grafičnih oblikovalcev in animatorjev ter leta 2017 ustanovil podjetje Triternion. Zgrajena je na igralnem pogonu Unreal Engine 4.
Igra je dobila ime po prijemu iz nemške šole mečevanja, pri katerem vitez prime za rezilo meča in poskuša z obteženim ročajem udariti oklepljenega nasprotnika po glavi.
Preskusna različica je pritegnila veliko pozornosti in ko so spomladi 2017 za financiranje zagnali kampanjo na platformi Kickstarter, so osnovni cilj dosegli v manj kot 24 urah ter do konca zbrali skoraj 300.000 USD sredstev. To je omogočilo nadaljnji razvoj in izid konec aprila 2019.

## Odziv
Tudi ob izidu se je igra izkazala za uspešnico in postala najbolje prodajani naslov na servisu Steam, ki je največji trg videoiger na svetu. V manj kot tednu od izida so prodali 200.000 izvodov, kar je podjetju prineslo večmilijonski prihodek. Zaradi ne povsem pričakovanega uspeha pa je imelo podjetje v prvih dneh veliko težav z vzdrževanjem strežnikov, ki niso zmogli navala igralcev, zaradi česar je veliko kupcev poročalo o težavah pri povezovanju in igranju.
Ocenjevalci so pohvalili predvsem razdelan sistem napadalnih gibov, kaotično, a zabavno bojevanje v množici in dobro grafično podobo.